# Demain nous appartient
Demain nous appartient  é uma telenovela francesa produzida pelo Grupo Telfrance exibida pela TF1 desde 17 de julho de 2017.

## Enredo
A série segue a vida de várias famílias e habitante de Sète, Hérault na França, na beira do mar e do Étang de Thau. Suas vidas são pontuadas por intrigas que combinam investigações policiais, mentiras e segredos de família, rivalidades, traições, mas também cenas da vida cotidiana, relacionamentos românticos, questões sociais e outros.

## Elenco
- Ingrid Chauvin como Chloé Delcourt-Bertrand
- Alexandre Brasseur como Alexandre "Alex" Bertrand
- Charlotte Valandrey como Laurence Moiret
- Maud Baecker como Anna Delcourt
- Samy Gharbi como Karim Saeed
- Juliette Tresanini como Sandrine Lazzari
- Solène Hébert como Victoire Lazzari
- Kenza Saïb-Couton como Soraya Beddiar
- Lorie Pester como Lucie Salducci
- Clément Rémiens como Maxime Delcourt-Bertrand
- Anne Caillon como Flore Vallorta
- Marysole Fertard como Margot Robert
- Luce Mouchel como Marianne Delcourt
- Hector Langevin como Barthélémy "Bart" Vallorta
- Samira Lachhab como Leila Beddiar
- Franck Monsigny como Martin Constant
- Atmen Kelif como Bilel Beddiar
- Sahelle de Figueiredo como Noor Beddiar
- Garance Teillet como Jessica Moreno
- Ariane Séguillon como Christelle Moreno
- Lou Jean como Betty Moreno
- Arnaud Henriet como Sylvain Moreno
- Sandrine Salyères como Gwen
- Rani Bheemuck como Lou Clément
- Théo Cosset como Arthur Lazzari-Moiret
- Mathieu Alexandre como Tristan Gérard
- Pierre Deny como Renaud Dumaze
- Liam Baty como Rémy Valski
- Cyril Garnier como Thomas Delcourt
- Gulliver Bevernaege-Benhadj como Mathias Gardel
- Axel Kiener como Samuel Chardeau
- Linda Hardy como Clémentine Doucet
- Mayel Elhajaoui como Georges Carron
- Alice Révérend como Lola Urtis-Brunet
- Erik Stouvenaker como Olivier Doucet
- Farouk Bermouga como Victor Brunet
- Vanessa Demouy como Rose Latour
- Grégoire Champion como Timothée Brunet
- Vincent Nemeth como André Delcourt
- Robert Plagnol como Arnaud Molina
- Clémence Lassalas como Charlie Molina
- Marion Christmann como Amanda
- Étienne Diallo como Fred Belloni
- Marie Catrix como Morgane Guého
- Arthur Legrand como Gabriel Guého
- Samantha Rénier como Pauline Molina
- Martin Daquin como Luke Molina

## Transmissão internacional
| País             | Título                               | Rede     | Estreia                 | Final             |
| ---------------- | ------------------------------------ | -------- | ----------------------- | ----------------- |
| França           | Demain nous appartient               | TF1      | 17 de julho de 2017     | presente          |
| Bélgica          | Demain nous appartient               | La Une   | 17 de julho de 2017     | presente          |
| Suíça            | Demain nous appartient               | RTS Un   | 17 de julho de 2017     | presente          |
| Itália           | Tomorrow is ours: Il domani è nostro | Fox Life | 26 de fevereiro de 2018 | presente          |
| Canadá ( Quebec) | Demain nous appartient               | Séries+  | 27 de agosto de 2018    | fevereiro de 2019 |
| Canadá ( Quebec) | Demain nous appartient               | TV5      | 2 de setembro de 2020   | presente          |

## Prêmios e indicações
| Ano  | Prêmio                  | Categoria                          | Trabalho nomeado                           | Resultado |
| ---- | ----------------------- | ---------------------------------- | ------------------------------------------ | --------- |
| 2018 | Soap Awards France 2018 | Melhor série de televisão          | Demain nous appartient                     | Venceu    |
| 2018 | Soap Awards France 2018 | Melhores atrizes                   | Ingrid Chauvin                             | Indicado  |
| 2018 | Soap Awards France 2018 | Melhores atrizes                   | Maud Baecker                               | Indicado  |
| 2018 | Soap Awards France 2018 | Melhores atores                    | Alexandre Brasseur                         | Indicado  |
| 2018 | Soap Awards France 2018 | Melhores atores                    | Clément Rémiens                            | Venceu    |
| 2018 | Soap Awards France 2018 | Melhores novos personagens         | Célia Fontaine (Anouk Villemin)            | Indicado  |
| 2018 | Soap Awards France 2018 | Melhores novos personagens         | Lili Paquin (Delphine Chanéac)             | Indicado  |
| 2018 | Soap Awards France 2018 | Melhores casais                    | Alex Bertrand e Chloé Delcourt             | Indicado  |
| 2018 | Soap Awards France 2018 | Melhores casais                    | Victoire Lazzari e Bastien Laval           | Indicado  |
| 2018 | Soap Awards France 2018 | Melhores personagens desagradáveis | Angélina Brunel (Frédérique Bel)           | Indicado  |
| 2018 | Soap Awards France 2018 | Melhores personagens desagradáveis | Lili Paquin (Delphine Chanéac)             | Indicado  |
| 2018 | Soap Awards France 2018 | Melhores intrigas                  | O anjo jogo                                | Venceu    |
| 2018 | Soap Awards France 2018 | Melhores intrigas                  | O desaparecimento de Alex                  | Indicado  |
| 2018 | Soap Awards France 2018 | Melhores cenas da série            | A morte de Lili Paquin (episódio 75)       | Indicado  |
| 2018 | Soap Awards France 2018 | Melhores cenas da série            | O assassinato de Lyès Beddiar (episódio 1) | Indicado  |